# 內赫沃羅夏 (波爾塔瓦州)

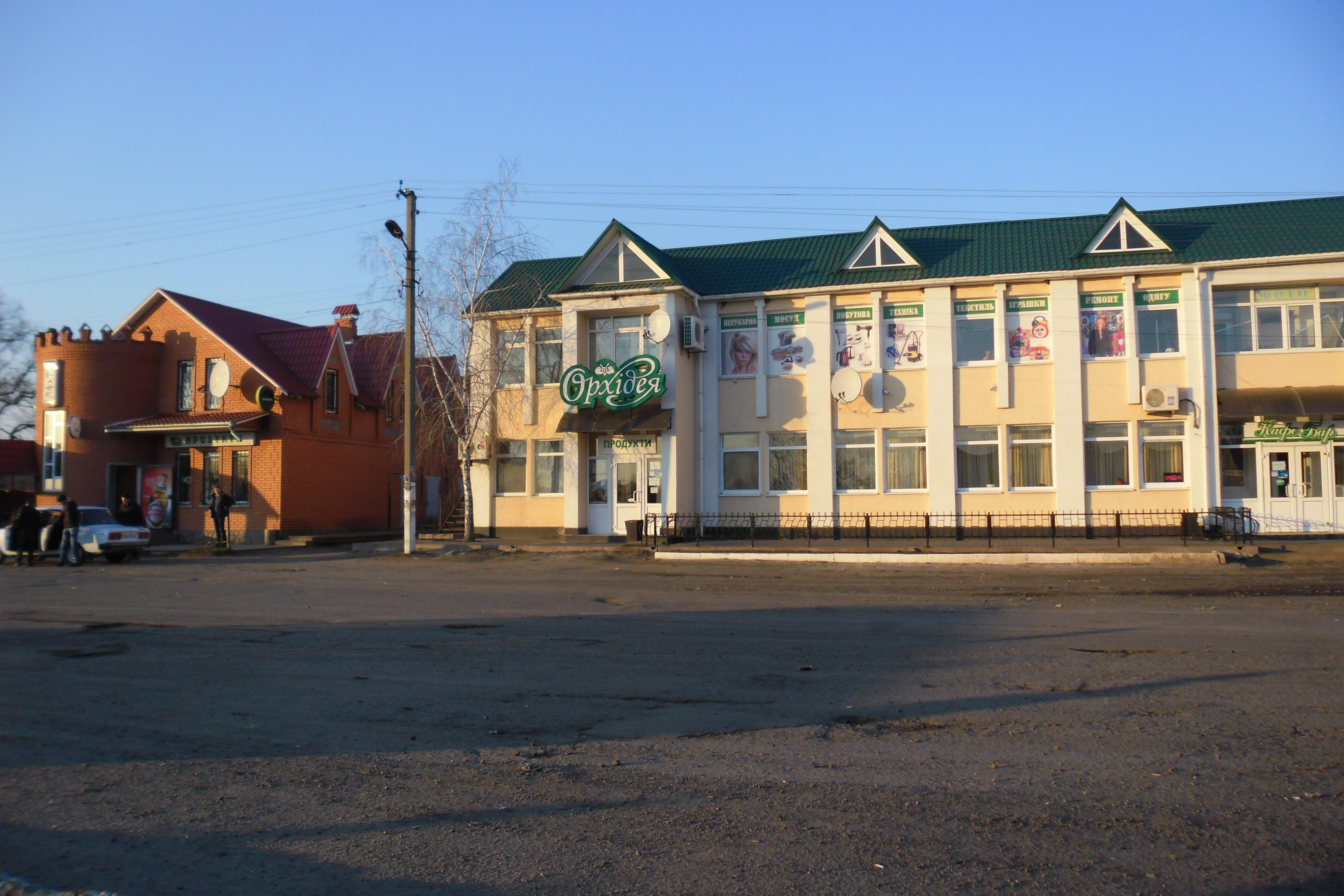
内赫沃羅夏

内赫沃羅夏（羅馬化：Nekhvoroshcha）是烏克蘭中部波爾塔瓦州波爾塔瓦區内赫沃罗夏市镇里的村庄及其行政中心。距離布爾季1.5公里，始建於1674年，面積19.52平方公里，海拔高度73米，2022年人口2,100。